# Külma (Rõuge)
Külma is een plaats in de Estlandse gemeente Rõuge, provincie Võrumaa. De plaats heeft de status van dorp (Estisch: küla).
De plaats behoorde tot in oktober 2017 tot de gemeente Haanja. In die maand werd Haanja bij de gemeente Rõuge gevoegd.

## Bevolking
Het dorp had 9 inwoners op 31 december 2011 en 4 inwoners op 31 december 2021.

## Ligging
Ten oosten van Külma loopt de rivier Iskna. Ten zuiden van het dorp ligt het natuurpark Haanja looduspark (4,2 km²).

## Geschiedenis
Külma werd voor het eerst genoemd in 1626 onder de naam Külm Hannß, een boerderij op het landgoed van Neuhausen (Vastseliina). Na 1638 lag de boerderij op het landgoed Hahnhof (Haanja). In 1765 werd Külma genoemd als dorp. In de jaren 1977-1997 maakte het dorp deel uit van het buurdorp Vakari.